# Шпиц-патике
Шпиц-патике су врста обуће која се користи у балету, за извођење игре на врховима прстију. У данашње време, могу се видети у класичном балету, док се модерни кореографи ређе одлучују за игру на врховима прстију. По традицији их носе жене, али је од последњих деценија прошлога века било могуће видети и мушкарце на врховима прстију (у модерним балетима).

## Историјат
Француски кореограф, који је радио највећи део живота у Париској опери, сугерисао је мајсторима који су правили балетске патике неке промене у дизајну, које би омогућиле да пре него што механизам подигне балерину са позорнице (у то време су обилато коришћени специјални ефекти летења) она неко време стоји на врховима прстију. Из ове идеје је касније, кроз кореографије, разрађивана идеја о лепршавој етеричности и игри на врховима прстију.
Прва примабалерина, која је одиграла читаву представу у претечи шпиц-патика, била је Марија Таљони, играјући главни соло у балету Силфиде. Она је заправо носила неку врсту сатенских папуча, које су биле зашивене на петама да не спадају, а у предњем делу су биле од коже која је давала чврстину за стајање на прстима. У исто време, у Италији, примабалерина асолута Пјерина Лањани, почиње да носи патике које су имале на врховима прстију коморицу и платформу која је омогућавала стајање. Преласком Лањанијеве у Империјал балет у Санкт Петербург, италијански стил израде шпиц патика преноси се у Русију, где бива дорађен, мења се систем причвршћивања за стопало — уклањају се копче, и патике постају тише.

## Модерне шпиц-патике
Идејно решење за модерне шпиц-патике дугујемо руској примабалерини асолути Ани Павловој. Она је дала идеју да се претходно описани руски модел прилагодила изгледу свога стопала. Новина се састојала у томе што је „кутијица“ око палца давала јачу подршку за стајање.

## Игра у шпиц-патикама
Да би балерина могла да започне да вежба игру на врховима прстију, потребно је да у потпуности овлада техником, као и да се оформи коштани систем. Одлуку да се започне учење у шпиц-патикама доноси балетски педагог, који треба пажљиво да посматра своје ученице и у правом тренутку донесе ову одлуку.
Игра на врховима прстију иако већ стотинама година мами пажњу публике, и често оставља без даха, заправо је непријатна и некада веома болна.